# アレクサンドル・ラカゼット
アレクサンドル・ラカゼット（Alexandre Lacazette、フランス語発音: [alɛksɑ̃dʁ lakazɛt]、 1991年5月28日 - ）は、フランス・リヨン出身のサッカー選手。サウジ・プロ・リーグの・ネオムSC所属。元フランス代表。ポジションはFW。日本においてはラカゼトともよばれる。

## クラブ経歴

### リヨン

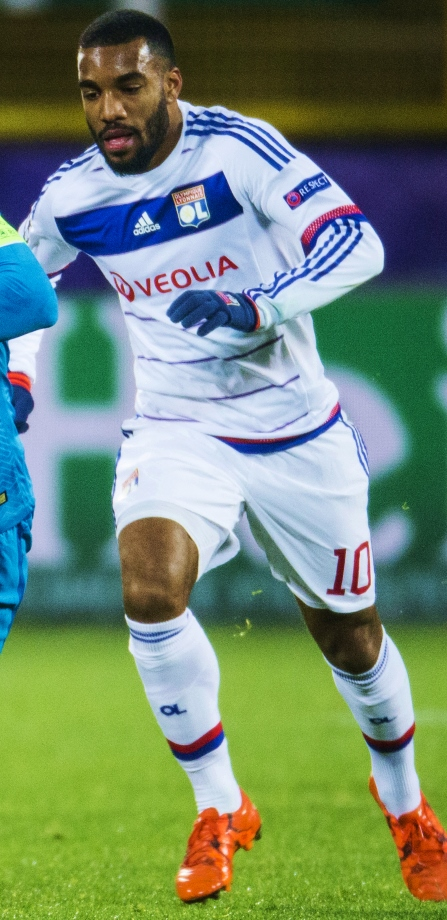
オリンピック・リヨンでのラカゼット（2015年）

2003年にオリンピック・リヨンの下部組織に入団する。2010年5月3日、AJオセール戦でプロデビューを果たした。10月31日、FCソショー戦でプロ初ゴールを記録した。2014-15シーズンには27得点で、リーグアン得点王、リーグアン最優秀選手賞に輝いた。2016年10月のトゥールーズ戦で2得点、リヨンでの100ゴールを記録した（ジュニーニョ・ペルナンブカーノ越えの101点目も記録。）。2017年5月20日リーグ最終戦、ニース戦で2ゴールを決め、リーグ戦100ゴールを達成した。2016-17シーズンは30試合28得点を記録、リーグアンの得点王争いでカバーニに次いで第2位となった。

### アーセナル

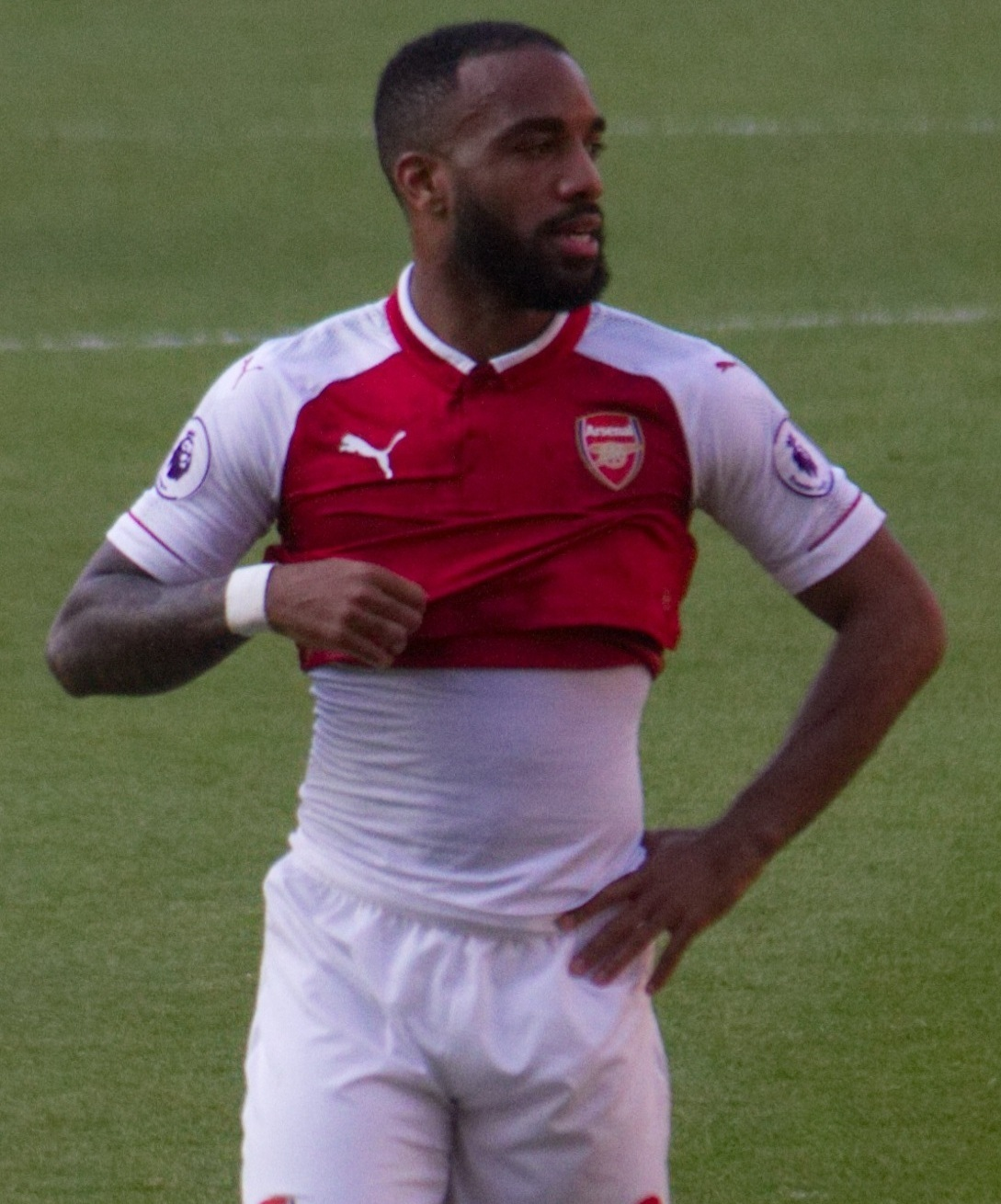
アーセナルでのラカゼット（2018年）

2017年7月5日、プレミアリーグのアーセナルFCへ移籍することが発表された。移籍金はクラブ史上最高額の6500万ポンド。8月11日、レスター・シティFCとのプレミアリーグ開幕戦にスタメン出場。プレミアリーグのデビューを飾ると、試合開始わずか94秒で先制点を奪った。これはプレミアリーグのオープニングゲームで最速の得点である。以降AFCボーンマスとの対戦、ウェスト・ブロムウィッチ・アルビオンFCとの対戦でも得点を奪い、リーグ戦のホームゲームでは3試合連続得点を奪った。またマンチェスター・シティ戦でシーズン6点目目、マンチェスター・ユナイテッド戦では8点目のゴールを決めたが、アーセナルはいずれも敗戦した。以降数試合無得点の期間が有ったが、最終的に14ゴールを決める結果となった。
最終節を前に18ゴール12アシストの活躍から2018-19シーズンのクラブ年間最優秀選手に選ばれた。
2019-20シーズン、ホーム開幕戦のバーンリー戦で早くもシーズン初ゴールを決めると、第3節のトッテナム戦でもゴールを決める好調なスタートを切った。
2020年12月29日、プレミアリーグのブライトン戦で途中出場からわずか29秒で決勝点となるゴールを決めてチームを勝利に導いた。この途中出場から29秒でのゴールは、記録を取り始めた2006-2007シーズンからでアーセナルの選手として最速の記録であった。
2021年8月14日、21-22シーズン開幕戦であるブレントフォードとの試合を欠場した。後に新型コロナウィルス検査で陽性であったことが欠場理由であると公式発表された。2021年12月11日、プレミアリーグのサウサンプトン戦において相手にプレスを掛けられながらもGKのラムズデールから始まり7人がテンポよくパスを繋いで最後はサカのグラウンダークロスにラカゼットがダイレクトで合わせて決めたゴールが12月のプレミア月間最優秀ゴールに選出された。2022年2月9日、ミケル・アルテタ監督は記者会見において前年12月よりピエール＝エメリク・オーバメヤンが規律違反でキャプテン剥奪処分を受けてから不在だったキャプテンをシーズン終了までラカゼットが務めることを明かした。同年6月3日、アーセナルは6月30日までの契約を延長せずラカゼットがフリーで退団することを公式発表したアーセナルでの通算成績は206試合71ゴール36アシスト。

### リヨン復帰
2022年6月9日、オリンピック・リヨンはラカゼットの復帰を発表。3年契約を結んだ。10番を背負っており、キャプテンを務めている。2022-23シーズンのリーグ戦では27得点を記録したが、2点差でキリアン・エムバペとの得点王争いに敗れた。
2025年5月15日、監督のパウロ・フォンセカは2024-25シーズンのリーグ・アン最終節のアンジェSCO戦を最後にラカゼットがリヨンを退団することを認めた。5月18日、アンジェ戦においてラカゼットはリヨンでの200ゴール目を含む2ゴールを挙げて2-0での勝利に導き、有終の美を飾った。

### ネオムSC
2025年7月1日、サウジアラビアのネオムSCへの加入が発表された。2年契約を結んだことが報じられている。

## 代表経歴
2008年のUEFA U-17欧州選手権に出場し準優勝した。2010年自国開催のUEFA U-19欧州選手権では優勝した。またFIFA U-20ワールドカップでは5ゴールを挙げチームを4位に導き、自身もブロンズシューズを獲得した。
2013年5月、負傷離脱したジェレミー・メネスの代役としてA代表に初招集され、2013年6月5日のウルグアイとの親善試合で代表デビュー。
2015年3月28日のデンマークとの親善試合で代表初得点を挙げた。2017年11月15日は、背番号10を背負ってドイツ相手に2点を取った。
2018年のワールドカップではスタンバイメンバーには選出されたが、大会参加は叶わなかった。
2024年、パリオリンピックにはオーバーエイジ枠で召集され、主将に任命された。チームは決勝に進出したが、スペインに敗れて銀メダルを獲得するに留まった。

## 人物
幼少期はGKをしていたが、母親に危険と言われ、サッカーをやめるかポジションの変更をするか選択させられ、ストライカーとしてプレーするようになった。2020年5月16日、ラカゼットが新型コロナの影響によるロックダウン期間中に笑気ガスと呼ばれる亜酸化窒素を吸引していたと写真付きで報道された。インターネット上には友人に送ったとされる吸引中の動画も流出。これを受けてアーセナルは真摯に受け止め内々に処分を検討すると発表した。
ラカゼットは1991年5月28日、フランス・リヨンに生まれ、グアドループ系の家庭で4兄弟の末っ子として育った。兄ベノワはスイス4部やフランス4部でプレー、いとこロムアルドもプロ選手として活動していた。
少年時代にはゴールキーパーとしてプレーしていたが、母親が「ゴールキーパーは危険過ぎる」と懸念し、「フォワードを選ぶかサッカーは辞めるか」と伝えられた結果、ストライカーを志すようになったと語っており、幼い頃から感受性が強く、試合で負けると泣いてしまうほどだったという。
アーセナル移籍後の2017年冬、初めてイングランドで過ごすクリスマスを家族とともに過ごすことを明かし、「ロンドンでのクリスマスを家族と楽しめるからこそプレミア移籍を選んだ」と述べている。兄弟と両親がロンドンまで訪れ、一緒にホリデーを過ごしたことが思い出深いと語った。
彼は非常に控えめでシャイな性格と自認しており、初対面では冷たく見られることもあるが、チームメイトには冗談好きな一面もあると語っている。自分の性格を無理に変えず、大切な人やチームとの関係を尊重する姿勢が知られている。
ロンドン滞在時には、ハムステッド地区に豪邸を購入したことが報じられており、プライベートではフェラーリとホンダの車を所有しているとされるが、本人は公には節度を持って語っているとされる。
また、ラカゼットは家族と非常に近い関係を築いており、公式インタビューでも「父が選手管理、兄弟が財務、友人が私生活を支える」と述べ、チーム以上に家族が人生の支えであると表現している。
近年はメンタルヘルスへの意識も高まり、「一歩引いて休息が必要」と述べるなど、競技外でも精神面を整えることの重要性を語っているとされる。

## 個人成績
| クラブ     | シーズン | リーグ         | リーグ戦 | リーグ戦 | カップ戦 | カップ戦 | リーグ杯 | リーグ杯 | 国際大会 | 国際大会 | その他 | その他 | 合計 | 合計 |
| クラブ     | シーズン | リーグ         | 出場     | 得点     | 出場     | 得点     | 出場     | 得点     | 出場     | 得点     | 出場   | 得点   | 出場 | 得点 |
| ---------- | -------- | -------------- | -------- | -------- | -------- | -------- | -------- | -------- | -------- | -------- | ------ | ------ | ---- | ---- |
| リヨン     | 2009–10  | リーグ・アン   | 1        | 0        | 0        | 0        | 0        | 0        | 0        | 0        | 0      | 0      | 1    | 0    |
| リヨン     | 2010–11  | リーグ・アン   | 9        | 1        | 0        | 0        | 0        | 0        | 2        | 1        | 0      | 0      | 11   | 2    |
| リヨン     | 2011–12  | リーグ・アン   | 29       | 5        | 4        | 2        | 4        | 2        | 6        | 1        | 0      | 0      | 43   | 10   |
| リヨン     | 2012-13  | リーグ・アン   | 31       | 3        | 0        | 0        | 0        | 0        | 5        | 1        | 1      | 0      | 37   | 4    |
| リヨン     | 2013-14  | リーグ・アン   | 36       | 15       | 2        | 2        | 4        | 3        | 12       | 2        | 0      | 0      | 54   | 22   |
| リヨン     | 2014-15  | リーグ・アン   | 33       | 27       | 2        | 2        | 1        | 1        | 4        | 1        | 0      | 0      | 40   | 31   |
| リヨン     | 2015-16  | リーグ・アン   | 34       | 21       | 2        | 0        | 1        | 0        | 6        | 2        | 1      | 0      | 44   | 23   |
| リヨン     | 2016-17  | リーグ・アン   | 30       | 28       | 1        | 1        | 1        | 1        | 12       | 7        | 1      | 0      | 45   | 37   |
| リヨン     | 通算     | 通算           | 203      | 100      | 11       | 7        | 11       | 7        | 47       | 15       | 3      | 0      | 275  | 129  |
| アーセナル | 2017–18  | プレミアリーグ | 32       | 14       | 0        | 0        | 2        | 0        | 4        | 3        | 1      | 0      | 39   | 17   |
| アーセナル | 2018-19  | プレミアリーグ | 35       | 13       | 2        | 0        | 2        | 1        | 10       | 5        | 0      | 0      | 49   | 19   |
| アーセナル | 2019-20  | プレミアリーグ | 30       | 10       | 4        | 0        | 0        | 0        | 5        | 2        | 0      | 0      | 39   | 12   |
| アーセナル | 2020-21  | プレミアリーグ | 31       | 13       | 2        | 0        | 2        | 1        | 8        | 3        | 0      | 0      | 43   | 17   |
| アーセナル | 2021-22  | プレミアリーグ | 30       | 4        | 1        | 0        | 5        | 2        | 0        | 0        | 0      | 0      | 36   | 6    |
| アーセナル | 通算     | 通算           | 158      | 54       | 9        | 0        | 11       | 4        | 27       | 13       | 1      | 0      | 206  | 71   |
| 総通算     | 総通算   | 総通算         | 361      | 154      | 20       | 7        | 22       | 11       | 74       | 28       | 4      | 0      | 481  | 200  |

## タイトル
クラブ
オリンピック・リヨン
- クープ・ドゥ・フランス : 2011-12
- トロフェ・デ・シャンピオン : 2012

アーセナルFC
- FAコミュニティ・シールド : 2017, 2020
- FAカップ : 2019-20

代表
- UEFA U-19欧州選手権 2010
- パリオリンピック銀メダル : 2024

個人
- 2011 FIFA U-20ワールドカップ ブロンズシューズ
- リーグ・アン得点王 : 2014-15
- リーグ・アン年間最優秀選手賞 : 2014-15
- アーセナルFC年間最優秀選手　2018-19

## 代表歴

### 出場大会
- U-19フランス代表
  - UEFA U-19欧州選手権（優勝）
- U-20フランス代表
  - FIFA U-20ワールドカップ（4位）

### 試合数
- 国際Aマッチ 16試合 3得点（2013年 -2017年）

| フランス代表 | 国際Aマッチ | 国際Aマッチ |
| 年           | 出場        | 得点        |
| ------------ | ----------- | ----------- |
| 2013         | 2           | 0           |
| 2014         | 3           | 0           |
| 2015         | 5           | 1           |
| 2016         | 0           | 0           |
| 2017         | 6           | 2           |
| 通算         | 16          | 3           |

### 代表での得点
| #  | 日付           | 場所               | 対戦相手   | スコア | 結果  | 試合     |
| -- | -------------- | ------------------ | ---------- | ------ | ----- | -------- |
| 1. | 2015年3月29日  | サン＝テティエンヌ | デンマーク | 1 – 0  | 2 – 0 | 親善試合 |
| 2. | 2017年11月15日 | ケルン             | ドイツ     | 1 – 0  | 2 – 2 | 親善試合 |
| 3. | 2017年11月15日 | ケルン             | ドイツ     | 2 - 1  | 2 – 2 | 親善試合 |